# 王伟 (1950年12月)
王伟（1950年12月—），男，汉族，甘肃天水人，中华人民共和国政治人物，现任新疆维吾尔自治区政协副主席，中共新疆维吾尔自治区委统战部部长，第十二届全国政协委员。